# 城阴城
城阴城，其遗址称高密故城遗址，亦称城阴城遗址，是位于中国山东省高密市的一座古代城市，始建于战国时期。自秦朝开始为历代管辖高密一带的行政区划治所所在地，后因北齐时代的战乱而废弃。如今城内大部分建筑已无存，僅有部分城墙遗址尚高于地面。
1986年，该城獲高密县政府公布为县级重点文物保护单位，2000年被濰坊市政府確定爲潍坊市重点文物保护单位，2013年被列入第四批山东省文物保护单位。2019年10月7日，入选第八批全国重点文物保护单位。

## 名称
据元代于钦所著《齐乘》一书记载  “ (潍) 水西即且冢，冢南曰梁台，韩信囊沙壅水之地，亦曰城阴城”。
此外，亦有史书将该城称为龙且城，如顾炎武认为此城接近西楚将领龙且被打败之地，遂以龙且一名称呼该城。
当该城以高密治所之身分或作为一行政区划出现时，可直称为“高密”。

## 方位与城市形态

### 方位
城阴城坐落于潍河中游地区，地处胶莱平原南部，高密西南部，距城区25公里，距离井沟镇田庄村约一公里。

### 城市形态
城阴城为方城，其规模在当时的山东地区属于较大城市。根据1981年所进行之实地测绘和调查工作，及对主要遗存进行之钻探可得知，城为长方形，四周夯土城墙。城墙原高约10米，宽约20米，城墙之外置城壕。城址东西长1950米，南北长1850米，总面积为3607500平方米。共开城门6座，城外有护城河环绕。东、西、北面各开一门，南墙开三门。南墙三门各距约500米。城内有4条主要道路，东门到西门道路最长，将城分为前后两区。中间开南北路至北门，又将后城区一分为二。城区前部分东西开各有通向南东门和南西门。前区的地面建筑较后区密集。其中前区有两组较大的宫殿遗址群：前一遗址群主殿东西长198米，南北长75米，夯土墙基宽4—6米；后一遗址群主殿东西长130米，南北长60米，夯土厚约半米。前殿正中有砖铺甬路直通南中门。两座宫殿遗址群主殿东、西、北三面有多个大小不等的建筑。居民区遗址主要分布在城北区和城东南区，发现遗址40多处。城区还有手工业作坊遗址，其中冶铁和铸铜作坊尤为突出。整个遗址文化遗产较为丰富。在遗址范围内先后出土原铸五铢30余枚，汉半两石范两块，货布、泉、大布黄千百枚，齐法化、齐之法化、铜剑、铜戈、铜镞、铜镜、大铜块、薰炉、铺首、银质印章、铜质印章、铁锄、铁犁、陶壶、陶釜等农具及生活用具，以及多式瓦当和花砖等建筑材料。另外，古城周边还存有许多汉墓群。其中顷王冢、小妹冢、山阴冢、古王冢、离狐令郑君墓等封土至今犹明。墓区曾出土大批画像石，颇具文物价值。其中尤以大圈墓区出土的《孙仲隐墓志》为最。由于近地表的文化层早已被破坏殆尽，现已无从具体得知汉代以后的修建情况。
现今，仅古城北墙一段被勘认为西汉初期的残垣尚高于地面。

## 历史
城阴城始建时间在史料中并无明确记录，由于关于该城的明确及规模记载最早出现于战国时期，因而大部分学者认为其建城时间应不晚于战国时期。但亦有学者明确指出其建城时间可追溯至更早的莱国初建时期。学者杜在忠认为，在新石器时代末期，人们进入农业社会后，东莱夷族中的一个氏族定居在这里，并筑城发展成莱国的一个方国。城阴城选址也符合先民邻水源聚族而居的原则。东夷人以凤凰为氏族图腾，而高密亦有别称“凤城”，被认为是东夷之遗风。更有观点认为其为莱国的政治、经济中心之一。但就维邑是否即为城阴城，学界仍有不同观点。之后城阴城亦曾被莒国统治。公元前721年，纪国国君与莒国国君在此会盟。公元前567年，齐灭莱国。部分学者据此判断城阴城始建时间从莱国灭亡看应不晚于公元前567年。维邑自此属于齐国。维邑后改称夷维。齐相晏婴便为夷维人。公元前284年，乐毅战胜齐国时，齐宗室子孙为避秦祸“亡之齐高密”，是为城阴城在史藉中最早被叫做高密的记载。秦朝时在此正式设置高密县。西汉推行郡国并行制，汉文帝十六年（公元前164年）置夷安县，設膠西國，治所城陰城。至劉端（公元前165-106）继任胶西王时，因其為人殘暴兇狠，屢次觸犯法令，漢武帝削夺其大半封地，又封齊孝王子劉定為稻夷侯，治稻城，侯國，屬琅琊郡。汉宣帝本始元年（公元前73年），胶西郡改高密国，仍建都城阴城，历四代。有学者认为，此为城阴城衰落之始。至南北朝时期，城阴城已不复两汉时繁华。北魏时，大臣刑杲称王反叛，与中央军在城阴城拉锯作战，城阴城初受战火。不久，流民耿翔起兵“寇掠三齐”，城阴城再受战火，遭到严重破坏。北齐末年，后周灭齐时，城阴城又再度沦为战场，最终被付之一炬。

## 相关遗址

### 稻城
在城阴城西南，有一座与城阴城有着密切关系的古城－稻城。稻城长2.5公里，宽0.75公里，面积1.875平方公里，为汉武帝所封齐孝王之子稻侯刘定之都。汉朝于此立堰造塘，灌溉稻田千顷，规模宏大，收入颇为可观，此城因此得名。《高密县志》记载：“县西南五十里，潍水堰侧，土人呼堰为赵贞女坊，南有高堤，即稻城遗迹，春秋称狼邪之稻，汉有唐堰蓄潍水以溉稻，因名其城。汉武帝封齐孝王子定为稻侯即此。”刘定约于公元前114年去世，其子刘阳都袭爵。其后的稻侯依次为刘咸，刘阅，刘永。共五代130余年。刘永继位后的稻侯国，史无记载。如今该城遗址已荡然无存。

## 文保措施
高密市政府为该城仅存的北城墙遗址建筑了防护围墙，并对外介绍该城史事。高密市政府表示，会采取进一步保护措施，并希望国务院将该城列为全国重点文物保护单位为此，高密市争取省级重点文物保护专项资金80万用于开展城阴城遗址勘探并按国保申报标准，对故城遗址进行文物考古勘探、现场测绘、现状拍摄、史料收集等现场勘察工作，并完善基础信息。
2017年，高密城阴城遗址考古勘探项目正式立项，并对外发布招标公报。但由于投标人不足三家，项目最终流标。
2019年10月7日，城阴城入选第八批全国重点文物保护单位。2020年5月，中央电视台纪录片《中国影像方志》摄制组前往此城拍摄考察。2019年10月7日，高密故城遗址入选第八批全国重点文物保护单位。高密市博物馆指，高密故城遗址入选第八批国保不仅确证了高密的悠久历史，亦有利于争取更多文保资金，增强高密民众的文化自信，并在文化旅游方面取得进步。

## 相关
- 高密市
- 高密国
- 莱国
- 城阴城遗址